# Kappei Yamaguchi
Mitsuo Yamaguchi (山口 光雄, Yamaguchi Mitsuo, Fukuoka, 23 mei 1965), beter bekend onder het pseudoniem Kappei Yamaguchi (山口 勝平, Yamaguchi Kappei), is een Japans acteur en stemacteur (seiyu). Hij werkt voor Goku en 21st Century Fox. Hij staat bekend om zijn verscheidene grote rollen in populaire anime zoals Ranma ½, Inuyasha, Death Note, One Piece en Detective Conan. Andere media waarvoor hij zijn stem verleende, zijn Miracle Girls, Kiki's vliegende koeriersdienst, Samurai Pizza Cats, Gravitation, The Law of Ueki, Danganronpa en Eyeshield 21. In Japanse nasynchronisaties staat hij bekend als Kyle Broflovski, Bugs Bunny en Crash Bandicoot.

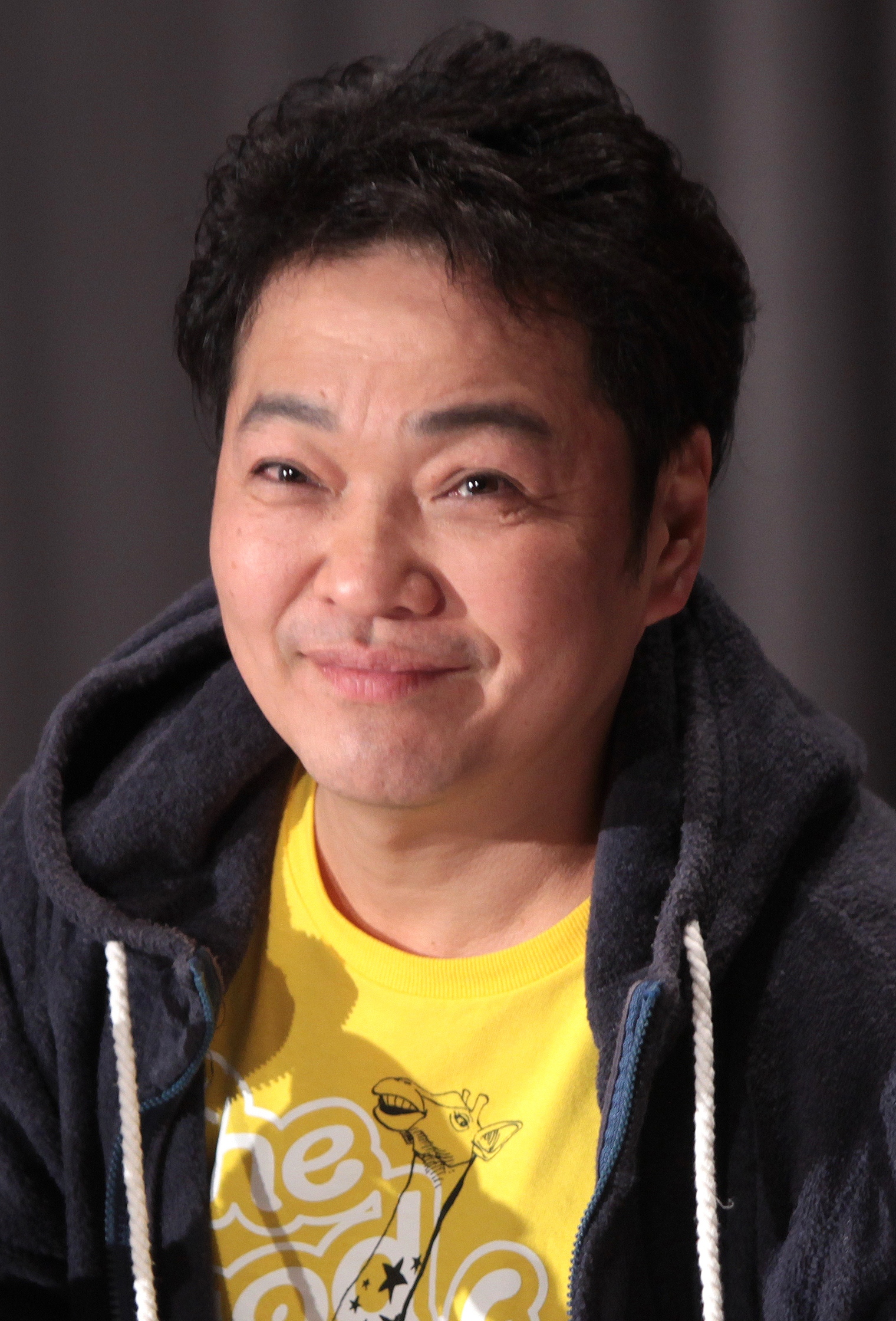
Kappei Yamaguchi in 2016

Yamaguchi werkte mee aan erotische computerspellen onder het pseudoniem Ushihisa Kyoya. In 2008 nam hij deel aan het Amerikaanse Otacon in 2008. In 2009 was hij ook te gast op Sakura-Con. In 2010 was hij aanwezig op Animazement en in 2011 op Kawaii Kon te Hawaii.
Yamaguchi is getrouwd en heeft twee zonen.

## Filmografie

### Televisie anime
- Ranma ½ (1989–92), Ranma Saotome – Debuut[8]
- Kyatto Ninden Teyandee (1990), Yattaro[8]
- Super Zugan (1992), Hideyuki Toyotomi[8]
- YuYu Hakusho (1992), Jin
- Miracle Girls (1993), Yuda Noda[9]
- Jungle King Tar-chan (1993), Etekichi[8]
- Nintama Rantaro (1993), Hanabusa Makinosuke[8]
- Mobile Fighter G Gundam (1994), Sai Saici[10]
- Red Baron (1994), Ken Kurenai
- Ginga Sengoku Gun'yuuden Rai (1994), Taisuke[8]
- Captain Tsubasa J (1994), volwassen Ryo Ishizaki
- Wedding Peach (1995), Takurou Amano[8]
- Demon Child Zenki (1995), Zenki (klein)[8]
- Imagination Science World Gulliver Boy (1995), Gulliver Toscanni[8]
- Gokinjo Monogatari (1995–96), Tsutomu Yamaguchi[11]
- Baby and Me (1996), Takuya Enoki
- Brave Command Dagwon (1996), Rai Utsumi
- Detective Conan (1996), Shinichi Kudo[8]
- GeGeGe no Kitaro (1996), Noppera-bo
- Pocket Monsters (1997), Toru
- Fancy Lala (1998), Taro Yoshida[12]
- Cowboy Bebop (1998), Rhint – Aflevering 10[8]
- Cyber Team in Akihabara (1998), The White Prince (Crane Bahnsteik)[8]
- Takoyaki Mantoman (1998), Blue
- Betterman (1999), Keita Aono[8]
- Eden's Bowy (1999), Yorn[8]
- One Piece (1999), Usopp[8]
- Kamikaze Kaitō Jeanne (1999–2000), Noin Claude[8]
- Inuyasha (2000), Inuyasha[8][13]
- Gravitation (2000–01), Sakuma Ryuichi[8]
- Angelic Layer: Mobile Angel (2001), Ryo Misaki[8]
- Bakuten Shoot Beyblade (2001), Michael Parker
- Sister Princess (2001), Taro Yamada – Aflevering 1[8]
- Asobot Military History Goku (2002), Goku
- Atashin'chi (2002), Fujino
- Rizelmine (2002), Tomonori Iwaki[8]
- Gun Frontier (2002), Tochiro Oyama[8]
- The Twelve Kingdoms (2002), Enki
- Weiß Kreuz Glühen (2002), Sena Izumi
- Mouse (2003), Sorata Muon/Mouse[8]
- Zatch Bell! (2003), Danny
- Papuwa (2003), Chappy
- Peacemaker Kurogane (2003–04), Shinpachi Nagakura[8]
- Yu-Gi-Oh! GX (2004), Daitokuji/Amnael
- Sgt. Frog (2004), Recruit Tororo
- Doki Doki School Hours (2004), Kenta Suetake
- DearS (2004), Oikawa Hikoro[8]
- Doraemon (2005), Warusa – Aflevering 228
- Eyeshield 21 (2005), Raimon "Monta" Taro
- The Law of Ueki (2005), Soya Hideyoshi
- Paradise Kiss (2005), Yamaguchi Tsutomu
- Futari wa Pretty Cure Splash Star (2006), Flappy[8]
- Kiba (2006), Hugh
- Death Note (2006), L[8]
- Baccano! (2007), Tick Jefferson
- Da Capo II (2007), Wataru Itabashi[8]
- Neo Angelique ~Abyss~ (2008), Rene
- One Outs (2008), Satoshi Ideguchi
- To Love-Ru (2008), Lacospo
- Pandora Hearts (2009), Cheshire Cat
- Magic Kaito (2010), Kaito Kuroba/Kaito Kid – Television special[14]
- Dororon Enma-kun Meeramera (2011), Enma-kun[8]
- Persona 4: The Animation (2011–12), Teddie (Kuma)[8][15]
- Hunter × Hunter (2011), Feitan
- Danganronpa: The Animation (2013), Hifumi Yamada
- Cho-Bakuretsu I-Jigen Menko Battle Gigant Shooter Tsukasa (2014), Mendo Tsukasa
- Persona 4: The Golden Animation (2014), Kuma[8]
- Magica Wars (2014), Esora
- Magic Kaito 1412 (2014), Kaito Kid/Kaito Kuroba
- Rampo Kitan: Game of Laplace (2015), Corpsey
- Rin-ne (2015), Sabato Rokudo[16]
- Showa Genroku Rakugo Shinju (2016), Amaken[17]
- Kamiwaza Wanda (2016), Wanda[18]
- JoJo's Bizarre Adventure: Diamond Is Unbreakable (2016), Shigekiyo Yangu
- Nobunaga no Shinobi (2016), Hideyoshi[19]

### Original video animation (OVA)
- 1+2=Paradise series (1990), Yuusuke Yamamoto[8]
- Devil Hunter Yohko (1990), Wakabayashi Osamu[20]
- Ryokunohara Labyrinth: Sparkling Phantom (1990), Kanata Tokino
- Record of Lodoss War (1990–1991), Etoh[8]
- Urotsukidoji II: Legend of the Demon Womb (1990–91), Young Munchausen II
- Moryo Senki MADARA (1991), Madara[8]
- Slow Step (1991), Shu Akiba[8]
- RG Veda (1991), Ryu-o[8]
- Soryuden (1991–1993), Amaru Ryudo[8]
- The Heroic Legend of Arslan series (1991–1995), Arslan
- K.O. Century Beast Warriors (1992–1993), Wan Dabadatta[8]
- La Blue Girl (1992–2002), Nin-Nin
- Giant Robo: The Day the Earth Stood Still (1992–1998), Daisaku Kusama[8]
- Tokyo Babylon (1992–1994), Subaru Sumeragi[8]
- Ranma ½ (1993–1996), Ranma Saotome
- Fish in the Trap (1994), Matsui Takahiro
- Twin Angels (1994), Onimaru
- Baki the Grappler (1994), Baki Hanma
- Plastic Little (1994), Nichol Hawking[21]
- Vixens (1995), Ujita
- Fire Emblem (1995), Julian[8]
- Jungle de Ikou! (1997), Takuma[8]
- Virgin Fleet (1998), Sada
- Gravitation (1999), Ryuichi Sakuma
- Detective Conan (2000-heden), Shinichi Kudo[8]
- Pocket Monsters: Pikachu no Fuyuyasumi 2001 (2001), Delibird
- Futari Ecchi (2002), Yamada (Rika's vriend)
- The Boy Who Carried a Guitar: Kikaider vs. Inazuman (2003), Inazuman
- Netrun-mon (2004), BB Runner
- Angel's Feather series (2006), Shou Hamura
- Freedom Project (2006–08), Biz[22][23]
- Ranma ½: Akumu! Shunminko (2008), Ranma Saotome[24]
- Coicent (2011), witte hert[25]

### Film anime
- Kiki's Delivery Service (1989), Tombo[8]
- Ranma ½: Big Trouble in Nekonron, China (1991), Ranma Saotome[26]
- Ranma ½: Nihao My Concubine (1992), Ranma Saotome[27]
- Ranma ½: One Flew Over the Kuno's Nest (1994), Ranma Saotome[28]
- Gokinjo Monogatari (1996),[29] Tsutomu Yamaguchi
- Kindaichi Shonen no Jikenbo (1996), Hajime Kindaichi[30] – Only this first film
- Case Closed: The Time Bombed Skyscraper (1997), Shinichi Kudo[31]
- Case Closed: The Fourteenth Target (1998), Shinichi Kudo[32]
- Case Closed: The Last Wizard of the Century (1999), Shinichi Kudo, Kaito Kid[33]
- One Piece (2000–09, 2011–12, 2016), Usopp[34]
- Case Closed: Captured in Her Eyes (2000), Shinichi Kudo[35]
- Doraemon: Nobita and the Winged Braves (2001), Tobio[36]
- Case Closed: Countdown to Heaven (2001), Shinichi Kudo[37]
- A Tree of Palme (2002),[38] Roualt[39]
- Case Closed: The Phantom of Baker Street (2002), Shinichi Kudo[40]
- Bonobono: Kumomo no Ki no Koto (2002), Araiguma-kun[41]
- Detective Conan: Crossroad in the Ancient Capital (2003), Shinichi Kudo[42]
- Dead Leaves (2004), Retro[43]
- Detective Conan: Magician of the Silver Sky (2004), Shinichi Kudo, Kaito Kid[44]
- Detective Conan: Strategy Above the Depths (2005), Shinichi Kudo[45]
- Dobutsu no Mori (2006), Futa the Owl[46]
- Detective Conan: The Private Eyes' Requiem (2006), Shinichi Kudo, Kaito Kid[47]
- Detective Conan: Jolly Roger in the Deep Azure (2007), Shinichi Kudo[48]
- Detective Conan: Full Score of Fear (2008), Shinichi Kudo[49]
- Detective Conan: The Raven Chaser (2009), Shinichi Kudo[50]
- Omae Umasou da na (2010), Heart[51]
- Detective Conan: The Lost Ship in the Sky (2010), Shinichi Kudo, Kaito Kid[52]
- Detective Conan: Quarter of Silence (2011), Shinichi Kudo[53]
- Detective Conan: The Eleventh Striker (2012), Shinichi Kudo[54]
- Tiger & Bunny: The Beginning (2012), Robin[55]
- Asura (2012), Kotaro (小太郎, Kotarō)[56]
- Detective Conan: Private Eye in the Distant Sea (2013), Shinichi Kudo[57]
- Lupin the 3rd vs. Detective Conan: The Movie (2013), Shinichi Kudo, Kaito Kid[58]
- Detective Conan: Dimensional Sniper (2014), Shinichi Kudo[59]
- Anata o Zutto Aishiteru (2015), Barudo
- The Boy and the Beast (2015), Jiromaru – tiener[60]
- Detective Conan: Sunflowers of Inferno (2015), Shinichi Kudo, Kaito Kid[61][62]
- Detective Conan: The Darkest Nightmare (2016),[63]

### Internet animatie
- Ikuze! Gen-san (2008), Genzo Tamura[64]

### Tokusatsu
- Godzilla Island (1998), Dogora
- Tetsuwan Tantei Robotack (1998), Torabolt
- Moero!! Robocon (1999), Robopachi
- Pretty Guardian Sailor Moon (2003), Artemis
- Tokusou Sentai Dekaranger (2004), Thousanian Gineka (afl. 34)
- Tensou Sentai Goseiger (2010), Marloid Ain-I of the Neutral (Coro) (afl. 41)
- Unofficial Sentai Akibaranger (2013), Chief Clerk Blu-ray (afl. 2), Chief Edito High-Definition Versatile Disc (afl. 3)
- Zyuden Sentai Kyoryuger vs. Go-Busters: The Great Dinosaur Battle! Farewell Our Eternal Friends (2014), ToQger Equipment stem
- Ressha Sentai ToQger (2014–15), Ticket,[65] ToQger Equipment stem
- Ressha Sentai ToQger Vs. Kamen Rider Gaim Spring Vacation Combining Special (2014), Ticket, ToQger Equipment stem
- Heisei Rider vs. Shōwa Rider: Kamen Rider Taisen feat. Super Sentai (2014), ToQger Equipment stem
- Ressha Sentai ToQger the Movie: Galaxy Line S.O.S. (2014), Ticket, ToQger Equipment stem
- Ressha Sentai ToQger vs. Kyoryuger: The Movie (2015), Ticket, ToQger Equipment stem
- They Went and Came Back Again Ressha Sentai ToQGer: Super ToQ 7gou of Dreams (2015), Ticket, ToQger Equipment stem
- Shuriken Sentai Ninninger vs. ToQger the Movie: Ninja in Wonderland (2016), Ticket, ToQger Equipment stem
- Doubutsu Sentai Zyuohger (2016), Illusion (afl. 22)

### Computerspellen
- Crash Bandicoot (1996) - Crash Bandicoot
- Ranma ½ Battle Renaissance (1996) - Ranma Saotome[8]
- Hot Shots Golf (1997) - Tatsu
- Breath of Fire III (1997) - Ryu[8]
- Grandia (1997) - Rapp[8]
- Crash Bandicoot 2: Cortex Strikes Back (1997) - Crash Bandicoot
- Thousand Arms (1998) - Meis Triumph
- Crash Bandicoot 3: Warped (1998) - Crash Bandicoot
- Crash Team Racing (1999) - Fake Crash
- Crash Bash (2000) - Crash Bandicoot
- Crash Bandicoot: The Wrath of Cortex (2001) - Crash Bandicoot
- Breath of Fire IV (2000) - Ryu
- GetBackers Dakkanoku: Ubawareta Mugenshiro (2002) - Ginji Amano
- Breath of Fire: Dragon Quarter (2002) - Ryu
- Kannagi no Tori (2002) - Ryuu Watanuki
- 2nd Super Robot Wars Alpha (2003) - Tobia Arronax
- Crash Nitro Kart (2003) - Crash Bandicoot, Characters of Crash Bandicoot#Fake Crash|Fake Crash
- Harry Potter and the Prisoner of Azkaban (2004) - Harry Potter (Tom Attenborough)
- Tales of Rebirth (2004) - Tytree Crowe
- Madagascar (2005) - Mort (Dee Bradley Baker)
- NeoGeo Battle Coliseum (2005) - Jin Chonshu, Jin Chonrei
- Battle Stadium D.O.N (2006) - Usopp
- Destroy All Humans! (2007) - Cryptosporidium 137 (Grant Albrecht)
- Death Note|L the Prologue to Death Note -Rasen no Trap- (2008) - L
- GetAmped2 (2008) - Jacky Noboru
- Persona 4 (2008) - Kuma/Teddie
- Maji de Watashi ni Koi Shinasai! (2009) - Ikuro Fukumoto
- Another Century's Episode: R (2010) - Tobia Arronax
- Dangan Ronpa: Academy of Hope and High School Students of Despair (2010) - Hifumi Yamada
- Dragon Ball Heroes (2010) - Avatar: Majin, Hero-type
- In Search of the Lost Future (2010) - Eitaro Kenny Osafune
- Mobile Suit Gundam: Extreme Vs. (2010) - Tobia Arronax, Sai Saici
- Super Robot Taisen Original Generation (2011) - Tasuku Shinguji
- Ni no Kuni: Wrath of the White Witch (2011) - Mark/Philip
- Persona 4 Golden (2012) - Kuma/Teddie
- Persona 4 Arena (2012) - Kuma/Teddie
- JoJo's Bizarre Adventure: All Star Battle (2013) - Shigekiyo "Shigechi" Yangu
- Persona 4 Arena Ultimax (2013) - Kuma/Teddie
- Persona Q: Shadow of the Labyrinth (2014) - Kuma/Teddie
- JoJo's Bizarre Adventure: Eyes of Heaven (2015) - Shigechi
- Breath of Fire 6: Hakuryu no Shugosha-tachi (2016) - Ryu
- Angel's Feather series, Shō Hamura
- Crash Bandicoot series, Crash Bandicoot, Fake Crash, Wa-Wa the Water Elemental, Brendan O'Brien, Billy Pope, Steve Blum, Michael Connor, Dwight Schultz, R. Lee Ermey)
- Harry Potter, Harry Potter (vanaf Prisoner of Azkaban)
- Imagination Science World Gulliver Boy, Gulliver Toscanni
- InuYasha, InuYasha
- Legend of the Hungry Wolf, Jin Chonshu and Chonrei – from Fatal Fury 3: Road to the Final Victory to Real Bout Fatal Fury 2: The Newcomers
- The Legend of Xanadu, Arios
- Neo Angelique, René
- One Piece, Usopp
- Pokémon Mystery Dungeon: Time Exploration Team and Darkness Exploration Team, Chimchar/Hikozaru
- Ranma ½, Ranma Saotome – PC Engine[8]
- Record of Lodoss War, Eto
- SD Gundam G Generation Spirits, WARS, WORLD, Tobia Arronax, Sai Saici
- Tengai Makyo, Danjuro Kabuki

### Nasynchronisatie

#### Live-action
- Agent Cody Banks, Cody Banks (Frankie Muniz)
- Boy Meets World, Cory Matthews (seizoen 3–7)
- Charlie and the Chocolate Factory, Mike Teavee – Televisiefilm
- Dragonball Evolution (2009), Son Goku (Justin Chatwin)[66]
- Dr. Dolittle 2, Archie the Bear
- Garfield: A Tail of Two Kitties, Garfield (Bill Murray)
- Growing Pains, Benjamin "Ben" Hubert Horatio Humphrey Seaver – Seizoen 5–7
- Looney Tunes: Back In Action, Bugs Bunny (Joe Alaskey)
- Space Jam, Bugs Bunny (Billy West)
- Star Trek: Deep Space Nine, Nog

#### Animatie
- A Goofy Movie, Max Goof (Jason Marsden)
- An Extremely Goofy Movie, Max Goof (Jason Marsden)
- Beast Wars: Transformers, Rattrap (Scott McNeil)
- Disney's House of Mouse, Max Goof (Jason Marsden)
- Justice League, Booster Gold (Tom Everett Scott)
- Looney Tunes, Bugs Bunny (Mel Blanc)
- Baby Looney Tunes, Baby Bugs Bunny (Samuel Vincent)
- The Looney Tunes Show, Bugs Bunny (Jeff Bergman)
- Tweety's High-Flying Adventure, Bugs Bunny (Joe Alaskey)
- Madagascar, Mort (Andy Richter)
- Madagascar: Escape 2 Africa, Mort (Andy Richter)
- Madagascar 3: Europe's Most Wanted, Mort (Andy Richter)
- My Little Pony: Equestria Girls, Snips (Lee Tockar)
- My Little Pony: Equestria Girls – Rainbow Rocks, Snips (Lee Tockar)
- My Little Pony: Friendship Is Magic, Snips (Lee Tockar)
- Penguins of Madagascar, Mort (Andy Richter)
- Poppets Town, Blooter (Cory Doran)
- Rio, Blu (Jesse Eisenberg)
- Rio 2, Blu (Jesse Eisenberg)
- Shirt Tales, Leknid van "Shirt Napped", Sparky van "Kip's Dragon"
- South Park, Kyle Broflovski (Matt Stone), Jimmy Valmer (Trey Parker), Craig Tucker (Matt Stone), Clyde Donovan (Trey Parker), Sixth Grade Leader, Dougie
- Teenage Mutant Ninja Turtles (2012), Michelangelo (Greg Cipes)
- The Pirates Who Don't Do Anything: A VeggieTales Movie, Mr. Lunt (Phil Vischer)
- Transformers Animated, Jetfire, Rattle Trap, (Tom Kenny)
- VeggieTales, Larry de Komkommer (Mike Nawrocki)

#### Reclamespots
- M&M's (Japans) – Rode M&M (Billy West)
- Burger King (Japans) - Verteller

## Discografie

### Radiodramas
- 20 Mensou Ni Onegai! (1990) – Victor VICL-3001[67]
- Aa Megami-sama Music and Short Story (1991), Keiichi Morisato[8]
- Rockman Kiki Ippatsu Drama (1995), Robo 1[8]
- Princess Quest (1996), Gateau[8]

### Singles
- Rollin' (1990), Futureland/Youmex – TYDY-5147[67]
- Kon'ya ha April Fool (1991), Pony Canyon – Ranma ½ character single as Ranma Saotome (mannelijke vorm)[68]
- Otousan (1991), Pony Canyon – Ranma ½ als Ranma Saotome (mannelijke vorm), sings "China kara no Tegami" with Megumi Hayashibara[69]
- Characters Christmas (1991), Pony Canyon – Ranma ½ as Ranma Saotome (mannelijke vorm)[70]
- Ranma to Akane no Ballad (1993), Pony Canyon – Ranma ½ as Ranma Saotome (mannelijke vorm)[71]
- Unbalance City (1996), Nippon Columbia – COCC-13586[67]

### Albums
- Everybody's Christmas (1990) – TYCY-5148[72]
- Twinbeee Paradise Nesshou! Vocal Battle Hen (1994) – Twinbeee Paradise[73]
- Fancy Lala Final Best Selection (1998) – Fancy Lala album[74]
- Shouwa Hit Studio (2011), Enma-kun – Dororon Enma-kun Meeramera[75]
- Futari wa Pretty Cure Splash Star 2nd ED (2006)[76]

## Radio shows
- Pure Pure Island (gedurende een maand in 1998, als aanvulling op de Fancy Lala anime. Reiko Omori was de tweede presentator)
- Hiroi Ouji's Maruten Cha Cha Cha! (tot op heden, samen met Chisa Yokoyama en Ohji Hiroi)

- CiNii: DA20015339
- Gemeinsame Normdatei: 1351391968
- International Standard Name Identifier: 0000 0003 9016 684X
- Library of Congress Control Number: no2012145835
- MusicBrainz: 69fd6647-7373-4de9-926d-c4d20db5038b
- Bibliotheek van het Japanse parlement: 032503138
- Virtual International Authority File: 283754939
- WorldCat: E39PBJjdfbFG9bqR6kPFrwvrbd